# Ткачёв, Александр Илларионович
Алекса́ндр Илларио́нович Ткачёв (6 [19] августа 1907, с. Новотроицкое, Ново-Троицкая волость, Оренбургский уезд, Оренбургская губерния — 10 марта 1976, Денау, Сурхандарьинская область, Узбекская ССР) — участник Великой Отечественной войны, старший сержант на момент представления к награждению орденом Славы 1-й степени.

## Биография
Родился 6 (19) августа 1907 года в селе Новотроицкое Оренбургской области.
С 1929 по 1931 годы служил в Красной армии. В 1938 году в Ташкенте окончил курсы бухгалтеров и работал в городе Термез в речном порту.

### Великая Отечественная война
Участник Великой Отечественной войны с 1944 года. Призван Нижнетагильским РВК. Награждён тремя орденами Славы, орденом Красной Звезды и медалью «За отвагу».
Приказом по 172-й стрелковой дивизии 1-го Украинского фронта №: 63/н от: 23.07.1944 года писарь 368-й отдельной армейской штрафной роты старший сержант Ткачёв награждён медалью «За отвагу» за доставку боеприпасов на поле боя под пулеметным огнем противника.
Приказом ВС 13-й Армии 1-го Украинского фронта №: 259/н от: 30.09.1944 года командир отделения 368-й отдельной армейской штрафной роты старший сержант Ткачёв награждён орденом Славы 3-й степени за то, что в боях с 17 по 22 июля 1944 года гранатами уничтожил 11 солдат и 1 офицера противника.
Приказом по 287-й стрелковой дивизии №: 49/н от: 19.10.1944 года командир отделения 368-й отдельной армейской штрафной роты старший сержант Ткачёв награждён орденом Славы 3-й степени за то, что 14 сентября 1944 года первым ворвался в траншею противника и обеспечил её захват.огнем своего автомата, не дав противнику открыть огонь.
Член ВКП(б) с 1944 года.
Приказом ВС 13-й Армии 1-го Украинского фронта №: 77/н от: 14.03.1945 года командир отделения 368-й отдельной армейской штрафной роты 395-й Таманской стрелковой дивизии старший сержант Ткачёв награждён орденом Славы 2-й степени за то, что силами своего отделения очистил от противника 4 дома, захватил их и отбил 8 контратак, уничтожив при этом лично до 28 солдат противника.
Приказом по 395-й стрелковой дивизии №: 20/н от: 29.04.1945 года командир отделения 368-й отдельной армейской штрафной роты 395-й Таманской стрелковой дивизии старший сержант Ткачёв награждён орденом Красной Звезды за то, что во время боя, уничтожив гранатами пулеметный расчет, первым ворвался в траншею противника и огнем автомата уничтожил 13 немецких солдат и 1 офицера и взял в плен шестерых немецких солдат.

### После войны

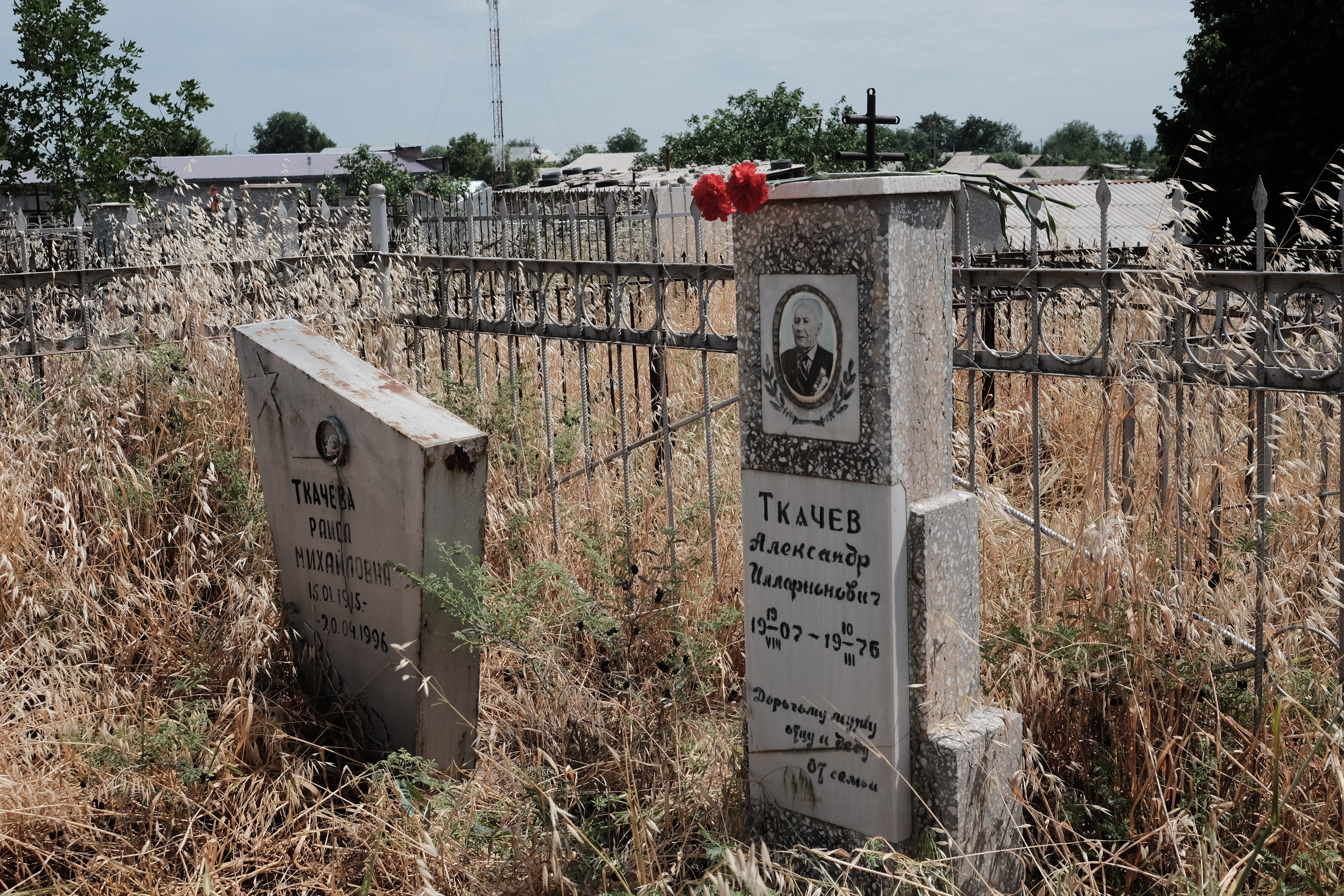

После демобилизации октября 1945 года Ткачёв работал главным бухгалтером в «Сельхозхимия» в городе Денау в Узбекистане.
Умер 10 марта 1976 года.